# Anna De Gregorio
Anna De Gregorio, nota anche con lo pseudonimo di Sampireina (Siviglia, 1802 – Bologna, 3 novembre 1886), è stata una nobile spagnola e una famosa salottiera.

## Biografia
Anna De Gregorio nasce nel 1802, figlia di Antonio e Josepha Marquez.
A sedici anni è già dama di corte dell'Infanta di Spagna. Il 7 maggio 1818 sposa a Roma il cugino Francesco Giovanni Sampieri, compositore aggregato dell'Accademia Filarmonica di Bologna e il matrimonio è ripreso da numerosi giornali. Non potendo trasferirsi subito nel palazzo Sampieri della Mercanzia, in restauro, vanno a vivere nella sfarzosa villa Sampieri di Casalecchio di Reno, che diventa un centro di cultura musicale e letteraria a livello europeo e che sarà poi distrutta durante la seconda guerra mondiale. 
Francesco Sampieri aveva già dato scandalo vendendo nel 1811 la quadreria di famiglia della Galleria Sampieri, contro la volontà testamentarie dei Sampieri dalla Mercanzia. Delle 200 opere, sette opere attribuite a Guido Reni, il Guercino, Francesco Albani, Giovanni Bellini, Agostino, Ludovico e Annibale Carracci, saranno acquistate dal Ministero degli Interni per esporle alla pinacoteca di Brera.

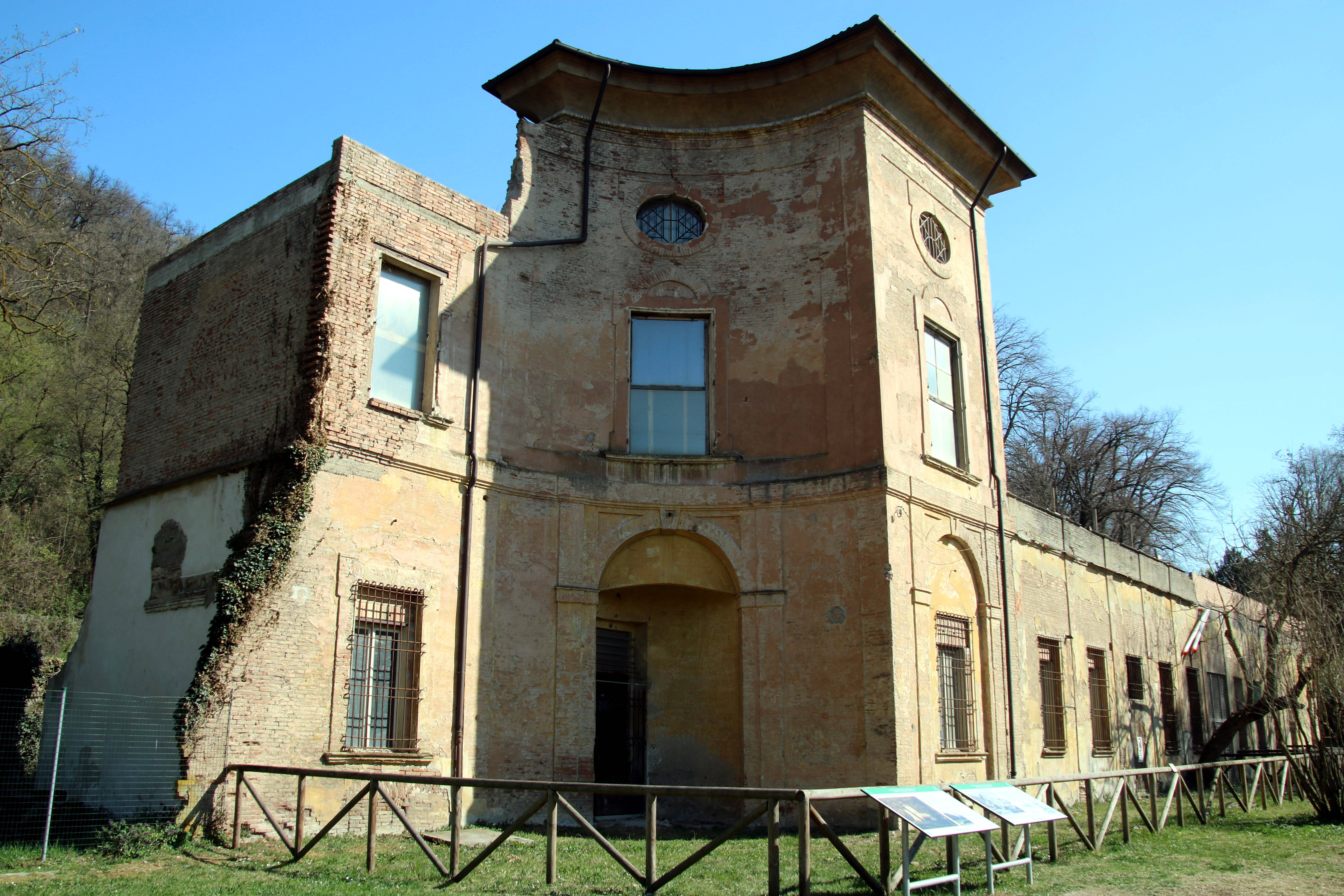
I ruderi della Villa Sampieri Talon, nel Parco della Chiusa (ex Parco Talon) di Casalecchio di Reno.

La coppia è nota per la sua eleganza ostentata e le serate organizzate nelle varie dimore della famiglia, a cui partecipano i nomi più illustri dell'arte e della nobiltà cittadina. Anna, detta la Sampireina, descritta come la "spagnola coi baffi" da Liszt, è una celebre salottiera: il suo salotto ospita intellettuali, patrioti e reduci delle guerre napoleoniche, una società variegata che affianca ai rappresentanti dell'Ancient Régime i nuovi nomi intrisi di ideali post-rivoluzionari che sarebbero emersi durante il Risorgimento italiano. Appassionata di canto, talvolta si esibisce nel teatro di famiglia o duetta con Eleonora Albergati e Adelaide Zambeccari alle feste della villa di Casalecchio.
In privato però la coppia non è ben assortita ed entrambi hanno degli amanti. Nel 1829 hanno una figlia, Carolina, che sposerà un Talon.
La separazione legale avviene nel 1844, dopo la nascita del figlio illegittimo avuto con il marchese Alessandro Guidotti, frequentatore del salotto della Sampireina: Anna De Gregorio viene accompagnata per partorire nello studio di Gioacchino Barilli da Anna Malvezzi Hercolani e Teresa Rinaldi.
Dopo la separazione, Anna De Gregorio vive nel Palazzo di Strada Maggiore n. 24, dei Sampieri del ramo da San Michele e affrescato dai Carracci ma preferisce la villa di Casalecchio di Reno.
Muore il 3 novembre 1886, nel palazzo di Strada Maggiore, per paralisi bronchiale. È sepolta nella tomba di famiglia, situata nel Chiostro III del cimitero monumentale della Certosa di Bologna. Il monumento funerario Sampieri - De Gregorio, del 1804, è caratterizzato da una pittura murale opera di Pelagio Palagi.